# Sit skucina
Sit skucina (Oreojuncus trifidus) – gatunek rośliny należący do rodziny sitowatych. Występuje w górach w Europy, w północnej Azji, w północno-wschodniej i wschodniej części Ameryki Północnej. Roślina wysokogórska, w Polsce występuje głównie w Tatrach, Sudetach i na Babiej Górze. Tradycyjnie zaliczany był do rodzaju sit Juncus, ale na początku XXI wieku odkryto, że wspólnie z O. monanthos stanowi klad bazalny całej rodziny sitowatych, stąd wyodrębniony został w osobny rodzaj.

## Morfologia

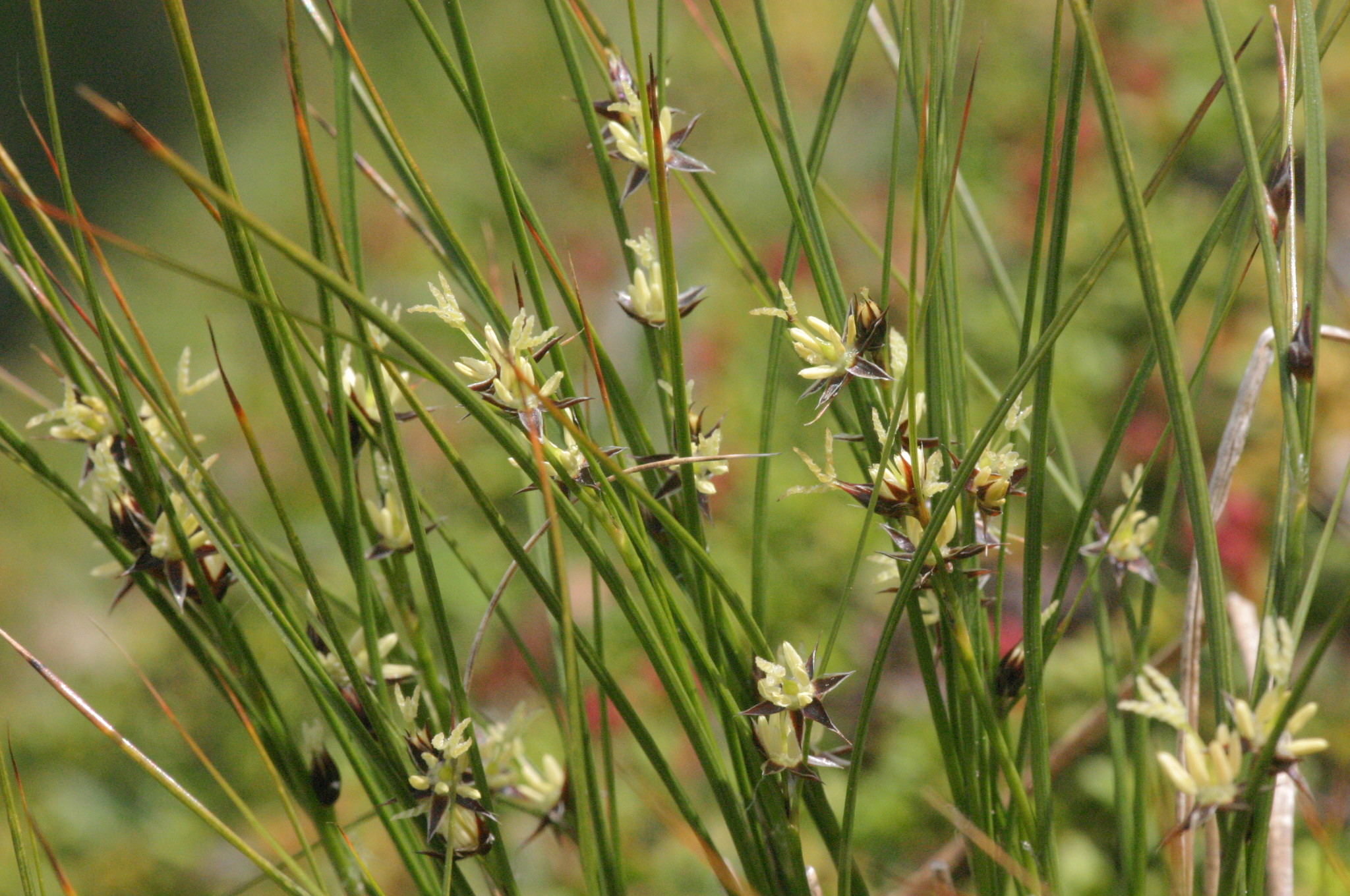
Kwiaty

PokrójRoślina darniowa, tworząca bardzo gęste, niskie kępki.
ŁodygaCienka łodyga osiąga wysokość 10–30 cm. Jest bezlistna, dopiero u góry, pod kwiatostanem ma czasami 1–4 maleńkie, szydlaste podsadki. Przy ziemi nasady łodyg okryte są pochwiastymi, o żółtym zabarwieniu łuskami.
LiścieBardzo wąskie, rynienkowato zwinięte i szydlasto zakończone, o długości ok. 15 cm. Wyrastają bardzo gęsto z korzeni, a ich nasady są podobnie, jak łodygi pochwiasto osłonięte żółtymi łuskami. Charakterystyczną cechą jest czerwienienie liści występujące już w połowie lata, równocześnie z dojrzewaniem owoców. Wskutek tego na niektórych szczytach tatrzańskich, np. na Ornaku, czy Czerwonych Wierchach, na których licznie występuje sit skucina, całe zbocza nabierają czerwonego zabarwienia.
KwiatyKwiaty wyrastają na bardzo krótkich szypułkach przy łodydze, w kątach niektórych podsadek. Na jednej łodydze kwiaty wyrastają przeważnie przy jednej tylko z podsadek, zgrupowane zwykle po 2–4 razem. Okwiat niezróżnicowany, złożony z 6 jednakowych działek brunatnego koloru. W każdym kwiatku jeden słupek z długą wystającą poza okwiat szyjką i trzema piórkowatymi znamionami, oraz 6 pręcików z bardzo dużymi, żółtymi pylnikami.
OwoceTorebka z licznymi czarnymi nasionami rozsiewanymi przez wiatr.

## Biologia i ekologia

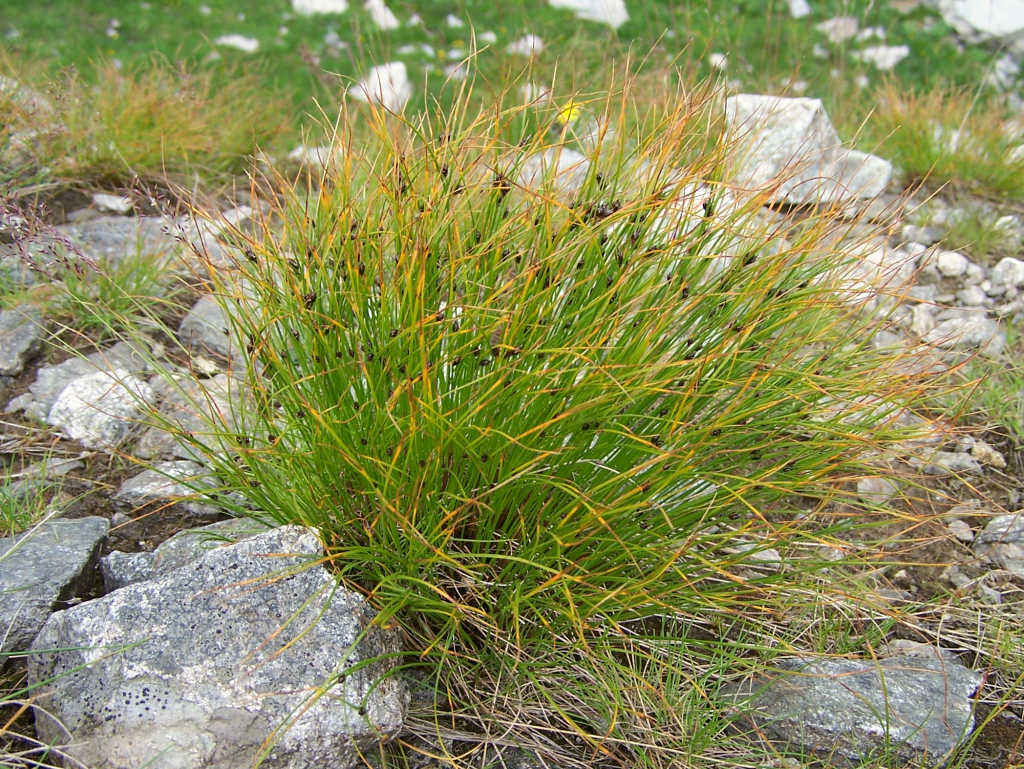
Czerwieniejące pędy situ skuciny

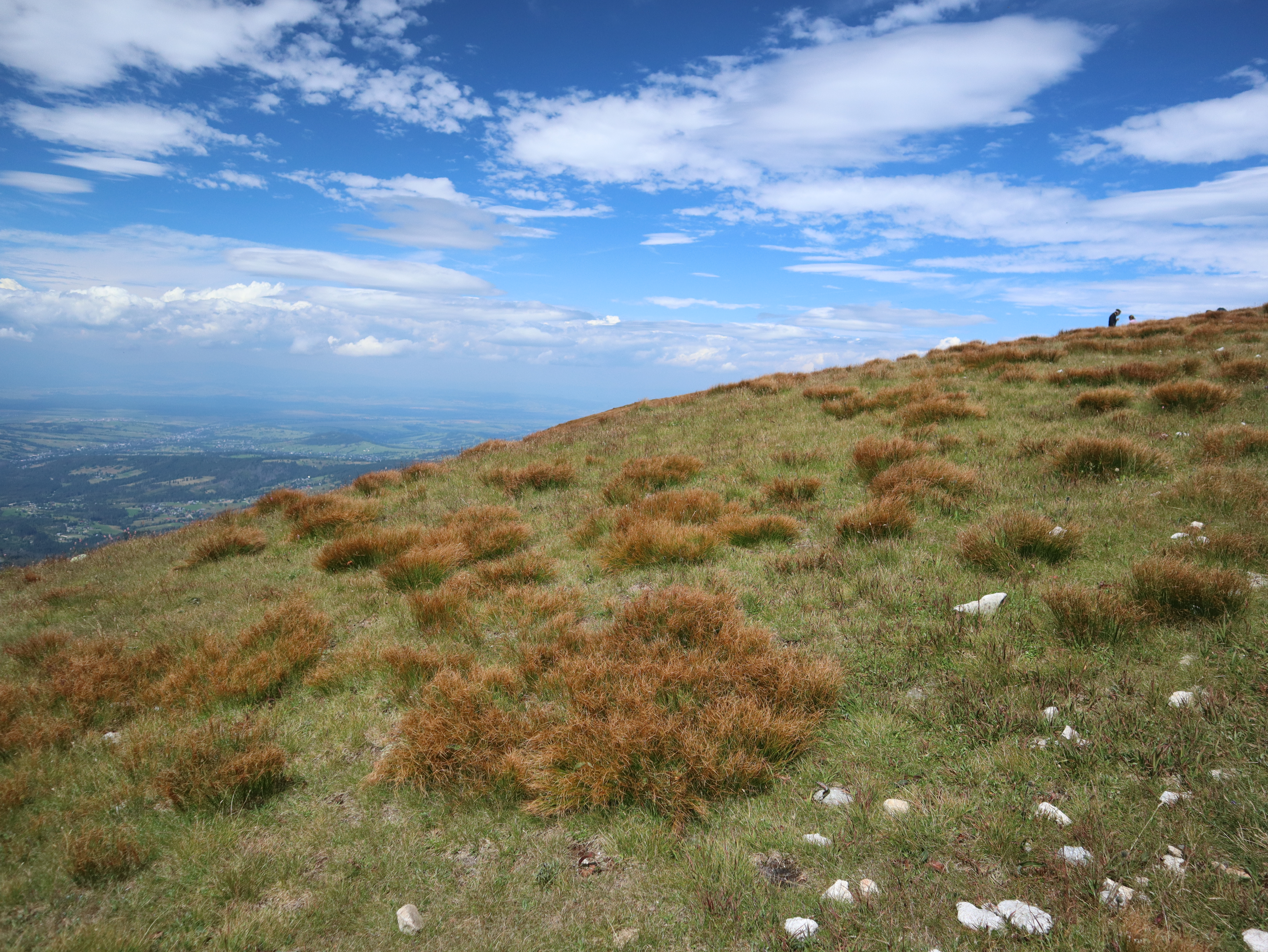
Płaty situ skuciny na Małołączniaku

RozwójBylina. Kwitnie od czerwca do lipca, zapylana jest przez wiatr.
SiedliskoOreofit występujący w piętrze hal i piętrze turni, a także na wolnych miejscach w kosówce. Tworzy murawę na halach, ale rośnie także pojedynczymi kępkami na skałach. Roślina kwasolubna, występująca wyłącznie na podłożu niewapiennym. W Tatrach występuje od 1200–2600 m n.p.m., sięga więc prawie wszystkich szczytów tatrzańskich. Jest bardzo odporny na surowe górskie warunki – silny wiatr, mróz, suszę, palące słońce. Dobrze też znosi wydeptywanie. Silnym systemem korzeniowym utrzymuje glebę na stromych stokach zabezpieczając je przed erozją.
FitosocjologiaGatunek charakterystyczny dla klasy (Cl.) Juncetea trifidi i Ass. Junco trifidi-Festucetum airoidis (reg.).